# Richard McKay Rorty
Richard McKay Rorty (Nova York, 4 d'octubre del 1931 - 8 de juny del 2007) va ser un filòsof estatunidenc. Rorty va estudiar a la Universitat de Chicago i a la Universitat Yale.
Les crítiques de Rorty es van centrar a qüestionar la filosofia basada en la metafísica que sembla obsessionada amb posar-se en un lloc privilegiat des del qual sotmetre i limitar tota la realitat sota el judici sobirà d'una raó omnipotent (crítica que va inaugurar amb el seu llibre del 1979 La filosofia i el mirall de la naturalesa). Aquesta manera de fer filosofia acaba divorciant-se de la realitat i genera una filosofia que només parla de si mateixa i que gira sobre si mateixa en una espècie de metallenguatge. Rorty va aclarir que el problema, el tenen fins i tot aquells que volen escapar a la metafísica (com Derrida) i que assumeixen aquesta tasca amb un dramatisme innecessari. Així, apareix el costat més irònic de Rorty quan dessacralitza el llenguatge de la filosofia i el comença a considerar com un llenguatge més, fins i tot homologant-lo amb la literatura. Per exemple, Rorty va plantejar que, en comptes de pensar un tractat sistemàtic sobre la moral, en la literatura ja és possible trobar fonts que serveixen per a inspirar moralment. Per a això, va prendre com a model escriptors com Henry James, Marcel Proust i el poeta americà Walt Whitman (Rorty tenia una càtedra de literatura a Stanford).
Però aquests temes literaris també tenen a veure amb la font de la qual es nodreix Rorty: el filòsof Ludwig Wittgenstein.
Per a Rorty, l'expressió jocs de llenguatge li permet de fer comprendre que la filosofia de tall metafísic (l'obsessionada amb les grans preguntes que busquen distingir i resoldre la realitat de l'aparent i coses per l'estil) està destinada al fracàs per culpa d'interrogants i intencions que no condueixen a res. Finalment, per a Rorty i per a Wittgenstein, els humans simplement ens movem en el llenguatge i en les pràctiques socials que el generen: preguntar-se pels límits o si existeix una entitat fora del temps que sosté i dona sentit a aquests 'jocs de llenguatge' és, o bé, una pràctica inútil, o bé, només un joc més. Idees com aquestes són les que van fer de Rorty un pragmatista que actuava com una sort de terapeuta (com Wittgenstein) dedicat a llevar als filòsofs l'afany de preguntar-se per assumptes inefables que estan més enllà de la temporalitat.

## Obres en anglès
- Philosophy and the Mirror of Nature. Princeton: Princeton University Press, 1979
- Consequences of Pragmatism. Minneapolis: University of Minnesota Press, 1982
- Philosophy in History. Cambridge: Cambridge University Press, 1985. (co-editor)
- Contingency, Irony, and Solidarity. Cambridge: Cambridge University Press, 1989
- Objectivity, Relativism and Truth: Philosophical Papers I. Cambridge: Cambridge University Press, 1991
- Essays on Heidegger and Others: Philosophical Papers II. Cambridge: Cambridge University Press, 1991
- Achieving Our Country: Leftist Thought in Twentieth Century America. Cambridge, MA: Harvard University Press, 1998
- Truth and Progress: Philosophical Papers III. Cambridge: Cambridge University Press, 1998
- Philosophy and Social Hope. Nova York: Penguin, 2000
- Against Bosses, Against Oligarchies: A Conversation with Richard Rorty. Chicago: Prickly Paradigm Press, 2002
- The Future of Religion with Gianni Vattimo Ed. Santiago Zabala. Columbia: Columbia University Press, 2005
- Philosophy as Cultural Politics|Philosophy as Cultural Politics: Philosophical Papers IV. Cambridge: Cambridge University Press, 2007